# Softwareerosion
Softwareerosion (englisch software erosion, code erosion), auch bekannt als Softwarezerfall (englisch software decay, code decay) oder Softwareverrottung (englisch software rot, code rot), bezeichnet die schleichende Verschlechterung einer bestehenden Software, wie den zunehmenden Rückgang der Performanz, Erschwernisse bei der Anpassbarkeit oder eine zunehmende Anhäufung von Programmfehlern sowie Inkompatibilitäten mit neuen und zukünftigen Softwareumgebungen. Die Softwarelösung bekommt mittelfristig einen Code-Smell und wird langfristig zu einem Altsystem und damit unbrauchbar.

## Refactoring
Refactoring ist eine Maßnahme, um dem Problem der Softwareerosion zu begegnen. Es handelt sich hierbei um den Prozess des Umschreibens existierenden Codes, um die Struktur zu verbessern, ohne das externe Verhalten zu ändern. Dies beinhaltet das Entfernen toten Codes und das Neuschreiben von Abschnitten, die stark modifiziert wurden und nicht mehr effizient arbeiten. Es muss hierbei darauf geachtet werden, dass sich das externe Verhalten des Codes nicht ändert, da dies zu Inkompatibilitäten führen kann und damit die Softwareerosion noch beschleunigt. Das Codeverhalten kann mit Modultests geprüft werden, die das Verhalten des Codes automatisch verifizieren.